# نهر غراي
يقع نهر غراي/ ماوهيرانوي (Māwheranui) في شمال غرب الجزيرة الجنوبية لنيوزيلندا. يرتفع في بحيرة كريستابل، وهي واحدة من العديد من البحيرات الصغيرة على الجانب الغربي من جبال الألب الجنوبية، على بعد 12 كيلومترًا جنوب غرب معبر لويس، وتمتد غربًا لمسافة 120 كيلومترًا قبل تصريفها في بحر تسمان في جريموث. قام توماس برونر، الذي استكشف المنطقة في أواخر الأربعينيات من القرن التاسع عشر ، بتسمية النهر على شرف السير جورج غراي، الذي شغل لأول مرة منصب حاكم نيوزيلندا من 1845 إلى 1854. غيّر قانون تسوية مطالبات نغاي تاهو 1998 الاسم الرسمي للنهر إلى نهر جراي/ ماوهيرانوي عام 1998. إن الاسم الماوري لنظام النهر والمنطقة المحيطة به هو ماوهيرا Māwhera، مع وجود ماوهيرانوي متميز من الفرع الشمالي نهر غراي الصغير / ماوهيرايتي.